# Prix Django-Reinhardt
Le prix Django-Reinhardt (en hommage à Django Reinhardt) est une récompense musicale décernée chaque année depuis 1955 par l'Académie du jazz à un musicien de jazz français.
En 2006, le prix a fêté son cinquantième anniversaire avec un double CD intitulé 50 ans de prix Django-Reinhardt décernés par l'Académie du jazz, produit par le label Nocturne.
En 2008, le prix a été remis pour la première fois à deux musiciens – même si des frères se l'étaient déjà partagé auparavant (Lionel et Stéphane Belmondo en 1994, et Louis et François Moutin en 2005).

## Liste des lauréats
- 1955 : Guy Lafitte
- 1956 : Martial Solal
- 1957 : Christian Chevallier
- 1958 : Barney Wilen
- 1959 : Roger Guérin
- 1960 : Georges Arvanitas
- 1961 : René Urtreger
- 1962 : Maurice Vander
- 1963 : Pierre Michelot
- 1964 : Eddy Louiss
- 1965 : Jean-Louis Chautemps
- 1966 : Gilbert Rovère
- 1967 : Jean-Luc Ponty
- 1968 : Michel Portal
- 1969 : Michel Roques
- 1970 : François Guin
- 1971 : Ivan Jullien
- 1972 : Bernard Lubat
- 1973 : Alby Cullaz
- 1974 : Jean-François Jenny-Clark
- 1975 : Joseph Dejean
- 1976 : Christian Escoudé
- 1977 : Henri Texier
- 1978 : Michel Graillier
- 1979 : Alain Jean-Marie
- 1980 : François Jeanneau
- 1981 : François Couturier
- 1982 : Michel Petrucciani
- 1983 : Éric Le Lann
- 1984 : Marc Bertaux
- 1985 : Antoine Hervé
- 1986 : Zool Fleischer
- 1987 : Marc Ducret
- 1988 : Louis Sclavis
- 1989 : Laurent Cugny
- 1990 : Hervé Sellin
- 1991 : Jean-Loup Longnon
- 1992 : Richard Galliano
- 1993 : Sylvain Beuf
- 1993 : Laurent de Wilde
- 1994 : Lionel et Stéphane Belmondo
- 1995 : Emmanuel Bex
- 1996 : Simon Goubert
- 1997 : Daniel Huck
- 1998 : Manuel Rocheman
- 1999 : Sophia Domancich
- 2000 : Jean-Michel Pilc
- 2001 : Baptiste Trotignon
- 2002 : Bojan Zulfikarpašić (Bojan Z)
- 2003 : Jacky Terrasson
- 2004 : Pierre de Bethmann
- 2005 : François Moutin et Louis Moutin
- 2006 : Pierrick Pédron
- 2007 : Pierre Christophe
- 2008 :
  - Géraldine Laurent
  - Médéric Collignon
- 2009 : Stéphane Guillaume
- 2010 : Sylvain Luc
- 2011 : Nguyên Lê
- 2012 : Émile Parisien
- 2013 : Vincent Peirani
- 2014 : Airelle Besson
- 2015 : Paul Lay
- 2016 : Fred Nardin
- 2017 : Cécile McLorin Salvant
- 2018 : Baptiste Herbin
- 2019 : Hugo Lippi
- 2020 : Sophie Alour[2]
- 2021 : Thomas de Pourquery[3]
- 2022 : Leïla Olivesi[4]
- 2023 : Grégory Privat